# 木原龍太郎
木原龍太郎（きはら りゅうたろう、1963年3月9日 - ）は日本のキーボーディスト、音楽プロデューサー。福岡県北九州市出身。

## 概要・来歴
1987年、ブルー・トニックのキーボーディストとしてテイチク・ノン・スタンダードよりデビューし、1989年の解散まで参加。
1990年、オリジナル・ラヴのメジャー・デビューに際し同バンドに加入。デビュー・アルバムでは、キーボード以外に作詞作曲やコーラス、一部歌唱なども担当。メンバーとして5枚のアルバム制作に関わる。
1995年8月17日をもってオリジナル・ラヴを離籍。以後、名義を“キハラ龍太郎”に変更。楽曲提供や音楽プロデューサーとしての活動を主とする（のちに、“木原龍太郎”名義に戻す）。
2014年ブルー・トニック一夜限りの再結成を果たし、2015年本格的に活動開始。

## 作品

### BLUE TONIC
12インチ・シングル
1. blue tonic（1987年1月21日）
2. TAKE（1987年10月21日）

アルバム
1. Moods for Modern（1987年6月21日）
2. The Face（1987年12月21日） – コンピレーション・アルバム
3. GUTS FOR LOVE（1988年7月21日）
4. Last Dream in Blue（1989年8月21日） – ライブ・アルバム
5. COMPLETE THE BLUE TONIC（2005年7月21日） – ベスト・アルバム

### ORIGINAL LOVE
シングル
1. DEEP FRENCH KISS（1991年6月14日）
2. 月の裏で会いましょう -Let's go to the darkside of the moon-（1991年11月20日）
3. ヴィーナス（1992年4月8日）
4. サンシャイン ロマンス（1993年5月7日）
5. 接吻（1993年11月10日）
6. 朝日のあたる道（1994年4月27日）
7. 夢を見る人（1995年4月28日）

アルバム
1. LOVE! LOVE! & LOVE!（1991年7月12日）
2. 結晶 SOUL LIBERATION（1992年5月1日）
3. SESSIONS（1992年8月26日） – リミックス・アルバム
4. EYES（1993年6月18日）
5. SUNNY SIDE OF ORIGINAL LOVE（1993年12月8日） – ベスト・アルバム
6. 風の歌を聴け（1994年6月27日）
7. RAINBOW RACE（1995年5月17日）

### ソロ以降
アルバム
1. TEN SKETCHES OF ME（2009年7月29日）

サウンドトラック
1. Five（1997年6月10日）
  - 日本テレビ系土曜ドラマ『FiVE』オリジナル・サウンドトラック（音楽：キハラ龍太郎・Ram Jam World）

オムニバス参加アルバム
1. Birth VOLUME ONE 〜BLACK FINGER〜（1994年3月30日）
  - M-4「BOY AND GIRL」 ※ELLE MOI SEVEN
2. Birth VOLUME TWO 〜LIPS〜（1994年3月30日）
  - M-6「A TALE OF HEAVEN」※BEAT SOUP

## 主な参加楽曲・プロデュース

### 参加楽曲
- 宇都宮隆
  - 「Be Truth -anothe take"wet wet wet"-」（編曲）
- ウルフルズ
  - 「ガッツだぜ」, 「バンザイ 〜好きでよかった〜」（演奏）
- 鈴木亜美
  - 「ハレもよう」（編曲）
- SMAP
  - 「A Song For Your Love」（作詞）
- 渡辺満里奈
  - 「バースデイ ボーイ」（演奏）

### プロデュース
- 小泉今日子
- SAKURA
- 古内東子
- ボニーピンク
- 米光美保